# Золотые Ворота (пролив)
Золоты́е Воро́та (англ. Golden Gate) — пролив, соединяющий залив Сан-Франциско с Тихим океаном.
Длина пролива — 8 км, ширина — 1,5—3 км, глубина — до 43 м. На северном берегу — округ Марин, на южном — г. Сан-Франциско. В 1937 году через пролив был построен знаменитый мост «Золотые Ворота» (общая длина моста — 2737 м, длина основного пролёта — 1280 м.)
Через Золотые Ворота идут суда из многих стран мира в один из главных портов западного побережья Соединённых Штатов Америки — Окленд.
22 февраля 1901 года здесь произошло одно из крупнейших кораблекрушений XX века: разбилось на скалах американское пассажирское судно «Рио-де-Жанейро»; погибло 128 человек.
Первыми обитателями местности вокруг пролива были индейцы. Первое европейское поселение на этой местности было основано испанцами в 1776 году.